# Грабарівка (Тульчинський район)
Гра́барівка — село в Україні, у Студенянській сільській громаді Тульчинського району Вінницької області. Населення становить 419 осіб. Відстань до Піщанки становить 24 км і проходить автошляхом місцевого значення.
Неподалік від села розташований пункт пропуску Грабарівка—Окниця на кордоні з Молдовою.

## Історія
7 (20) листопада 1917 року, відповідно до Третього Універсалу Української Центральної Ради, увійшло до складу Української Народної Республіки.
3 червня 1925 року Велико-Косницький район розформований, село перейшло до складу Піщанського району.
12 червня 2020 року, відповідно до Розпорядження Кабінету Міністрів України  № 707-р «Про визначення адміністративних центрів та затвердження територій територіальних громад Вінницької області», увійшло до складу Студенянської сільської громади.
19 липня 2020 року, в результаті адміністративно-територіальної реформи та ліквідації Піщанського району, село увійшло до складу Тульчинського району.

## Галерея

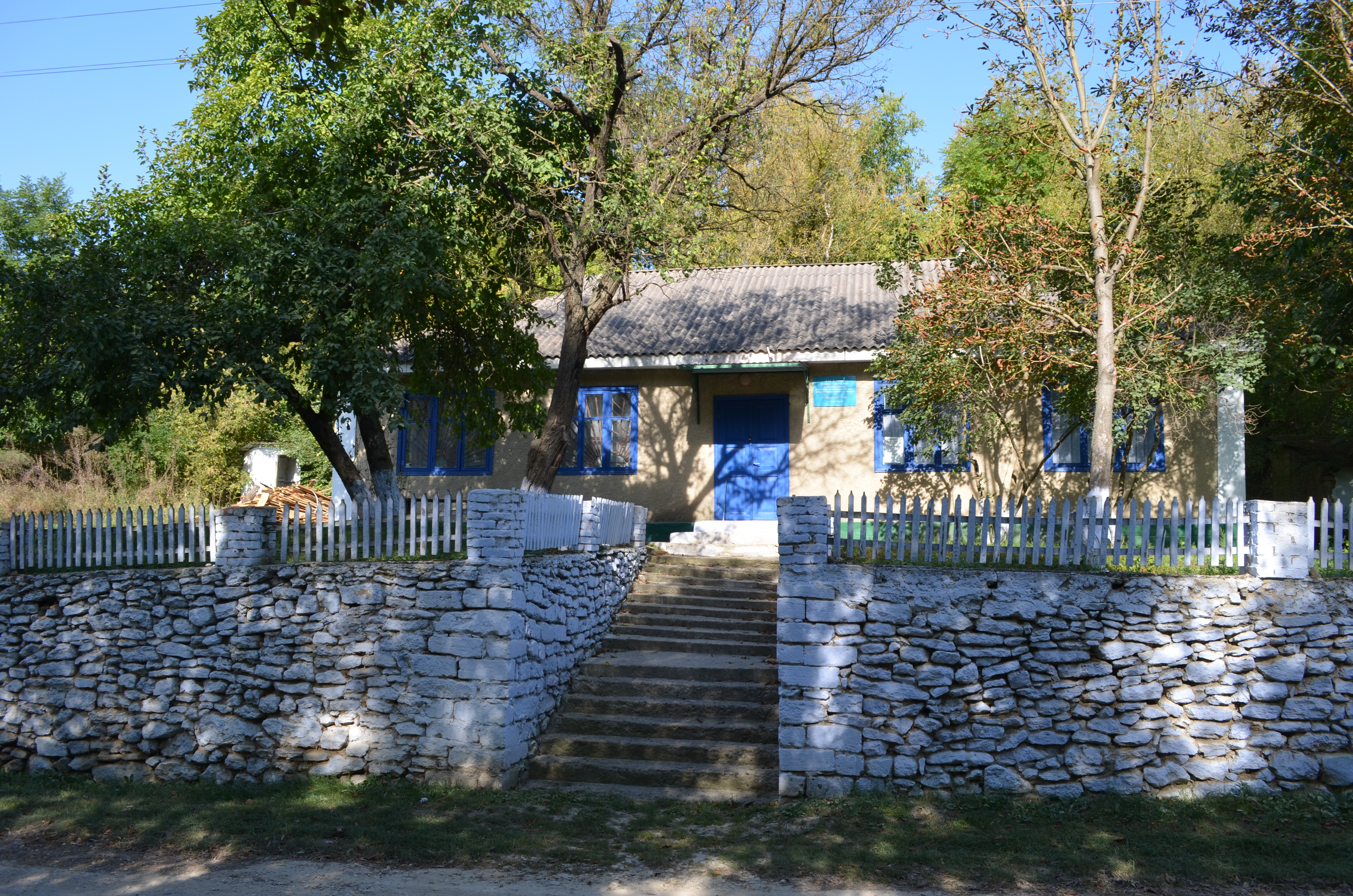
Фельдшерський пункт
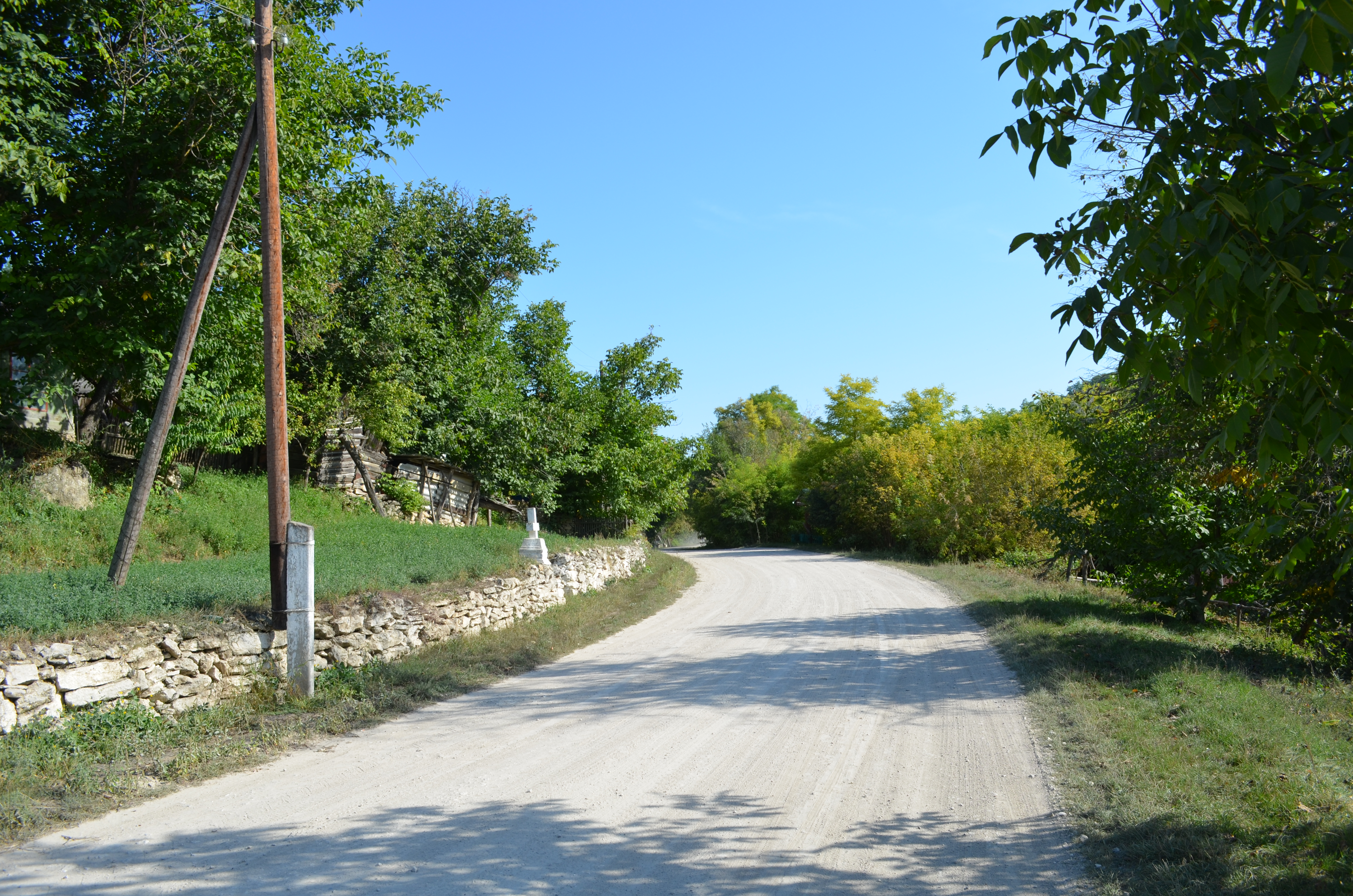
Дорога в Грабарівці
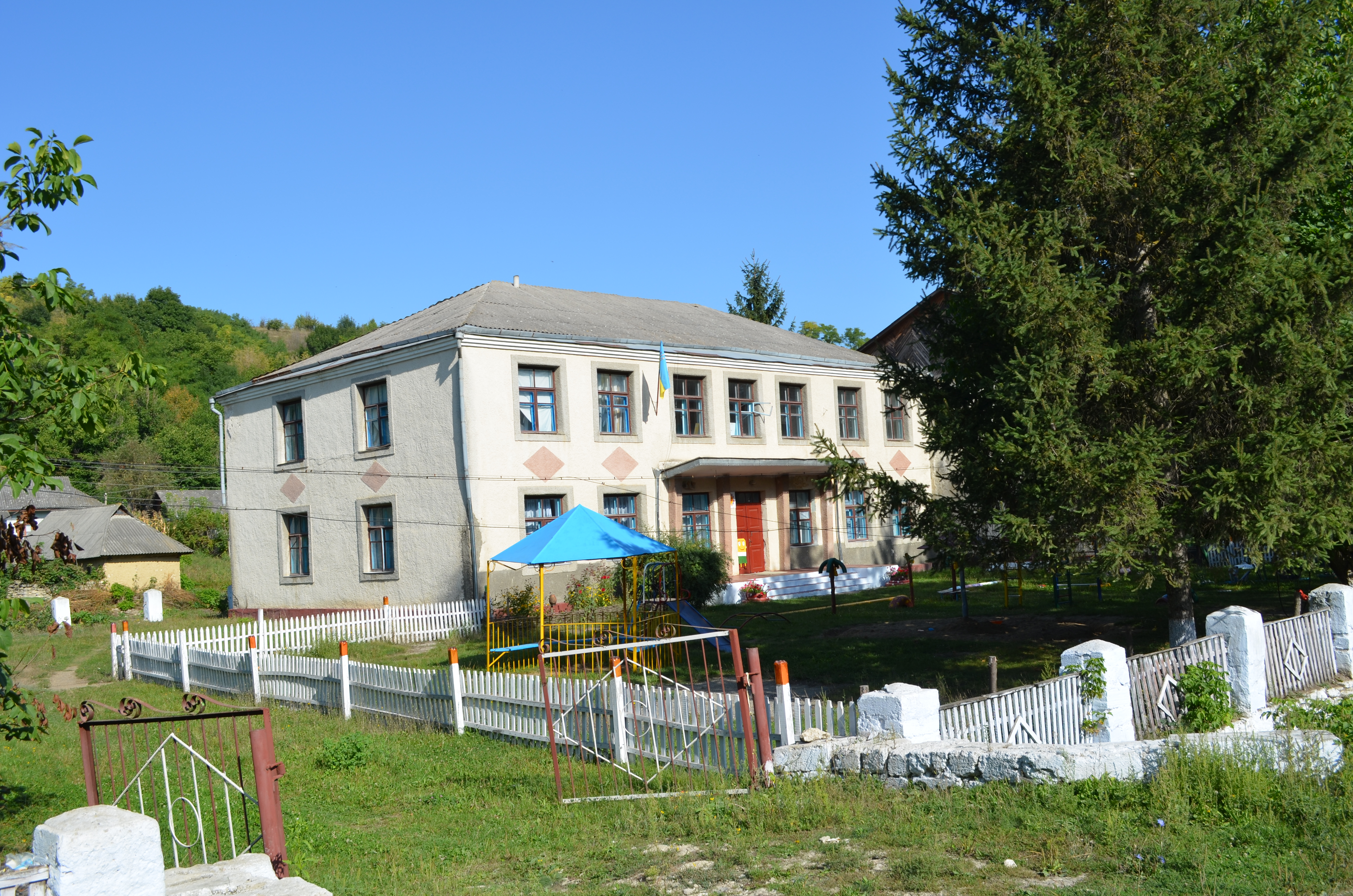
Дитячий садок
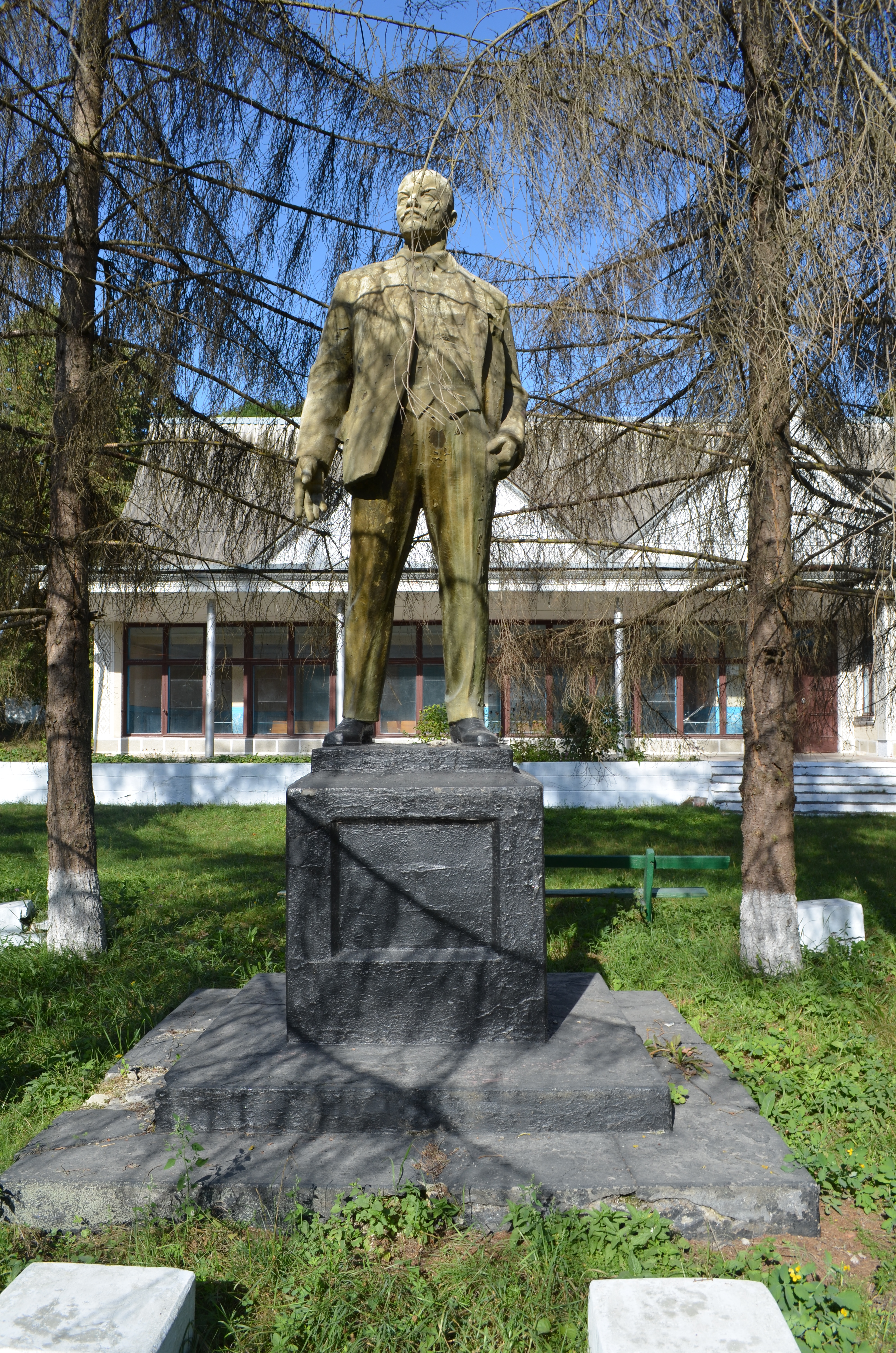
Пам'ятник Леніну
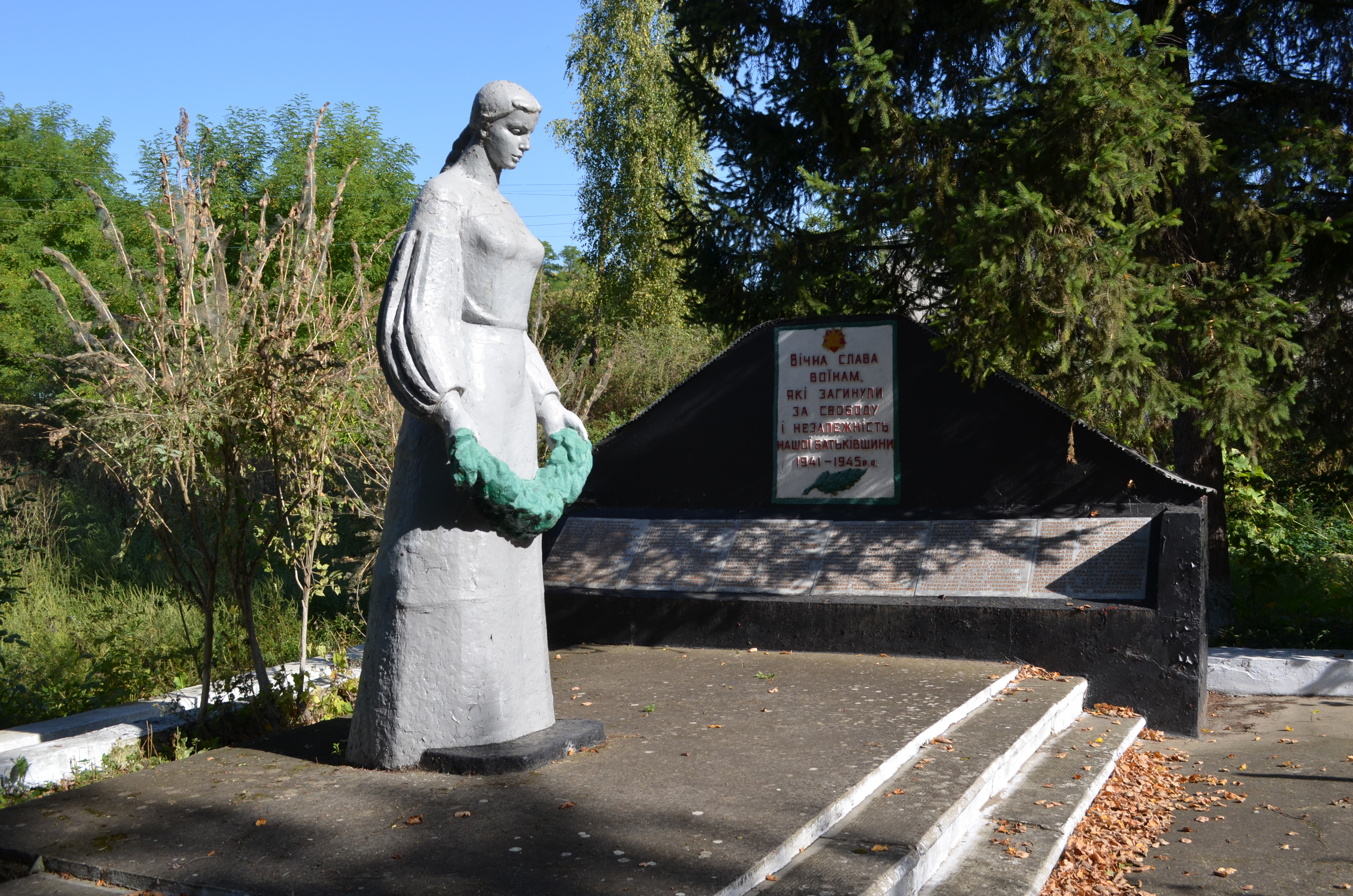
Пам'ятник воїнам-односельчанам
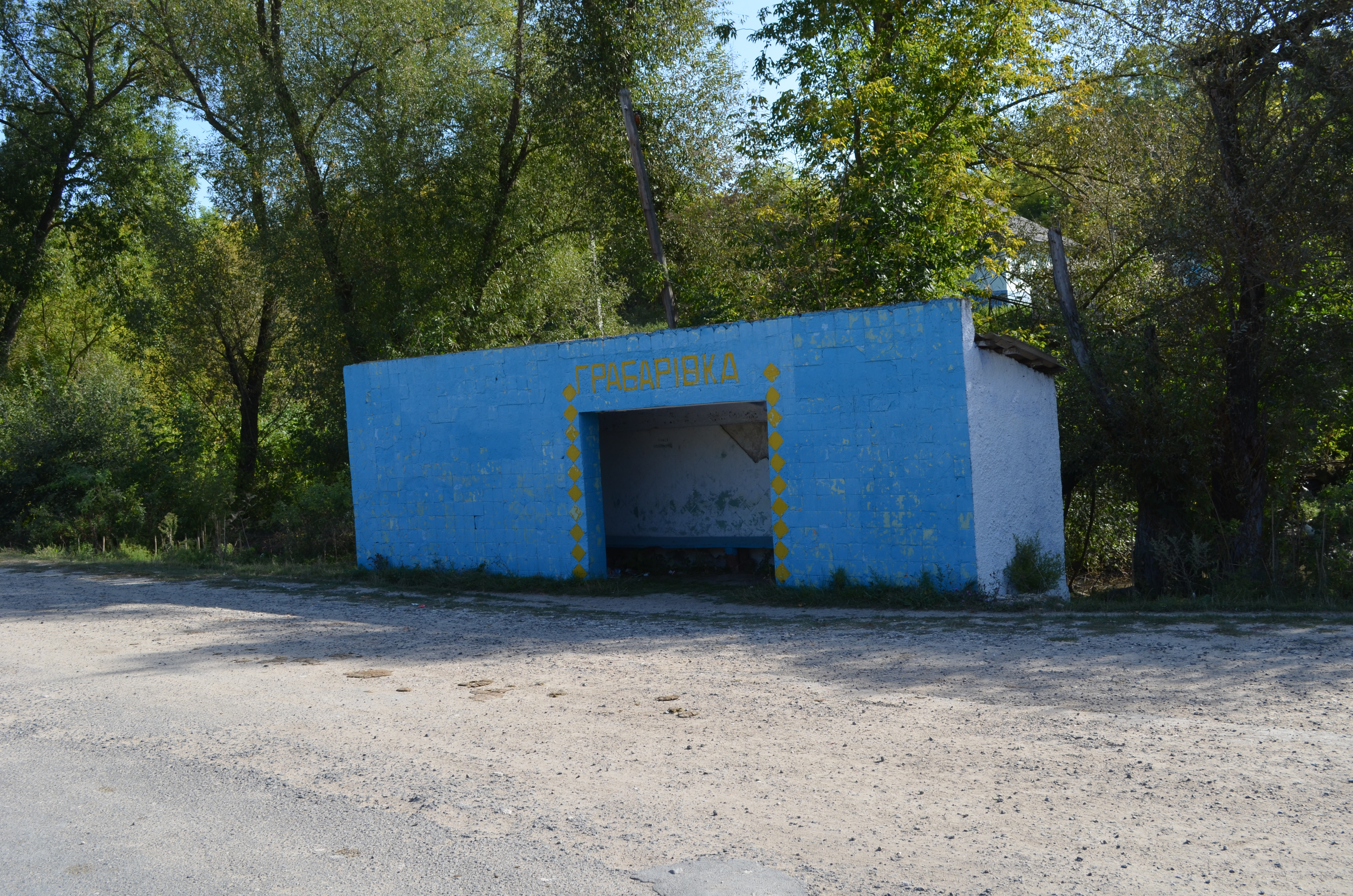
Автобусна зупинка
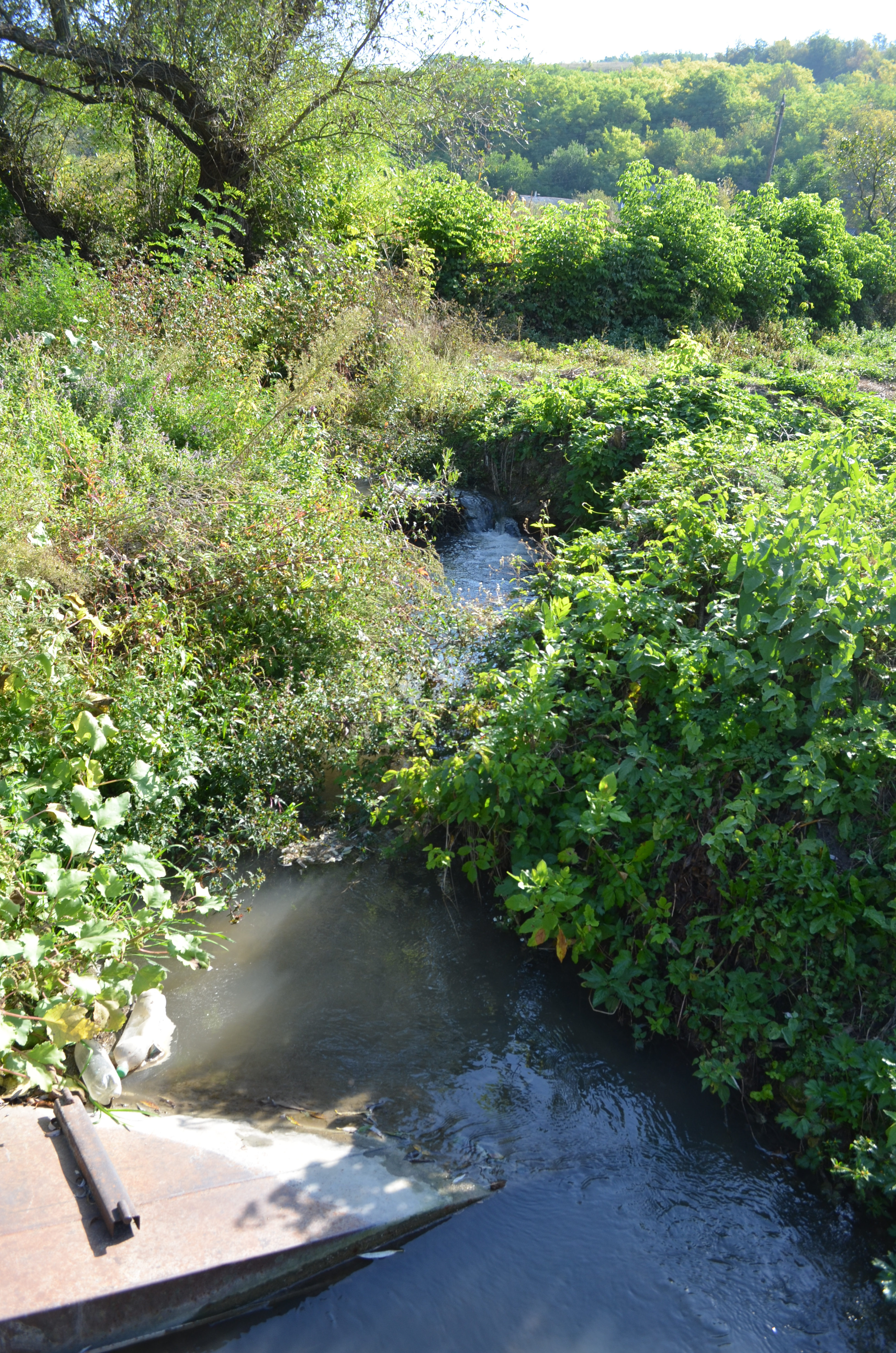
Річка Вікниця
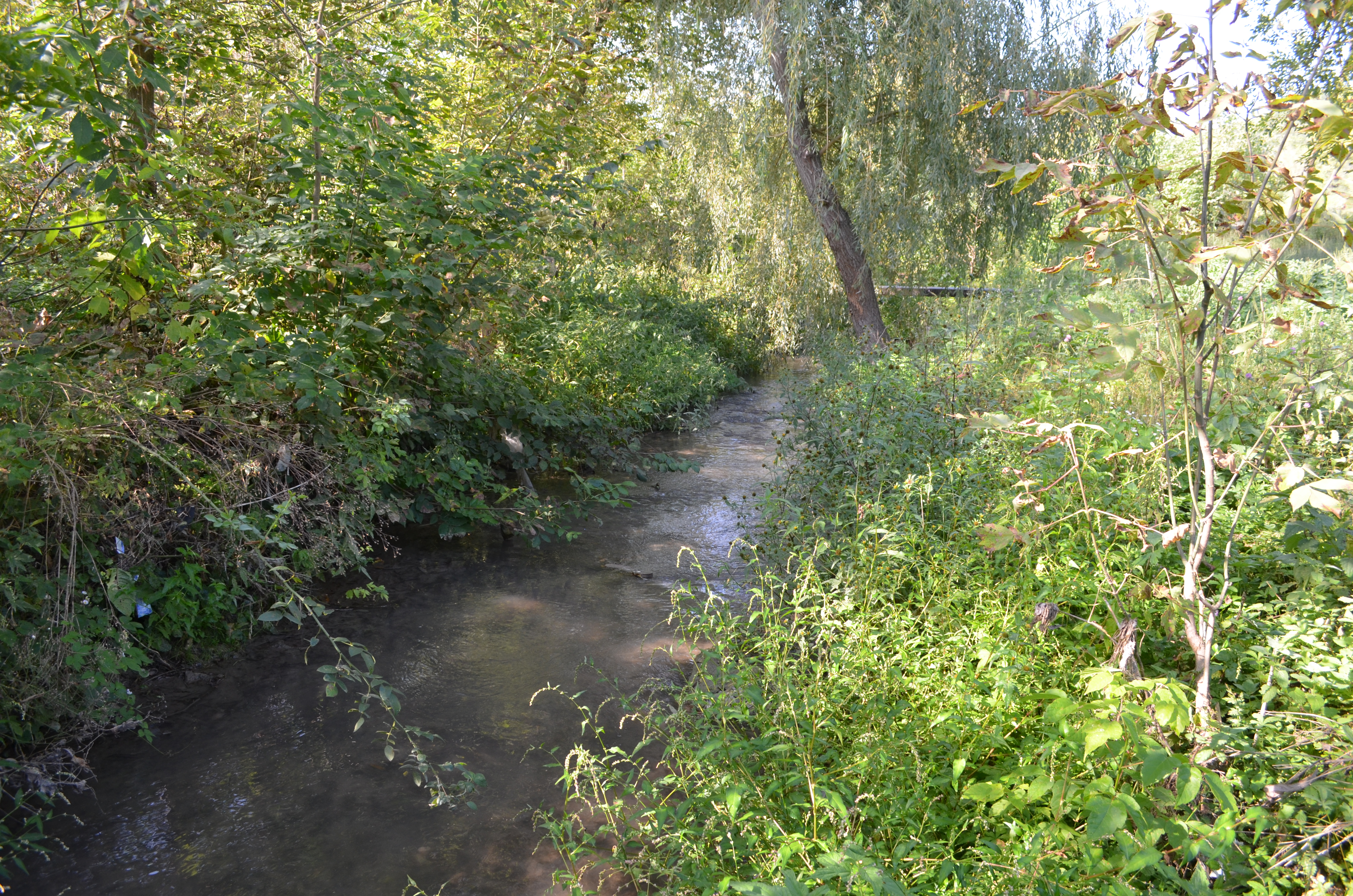
Річка Вікниця
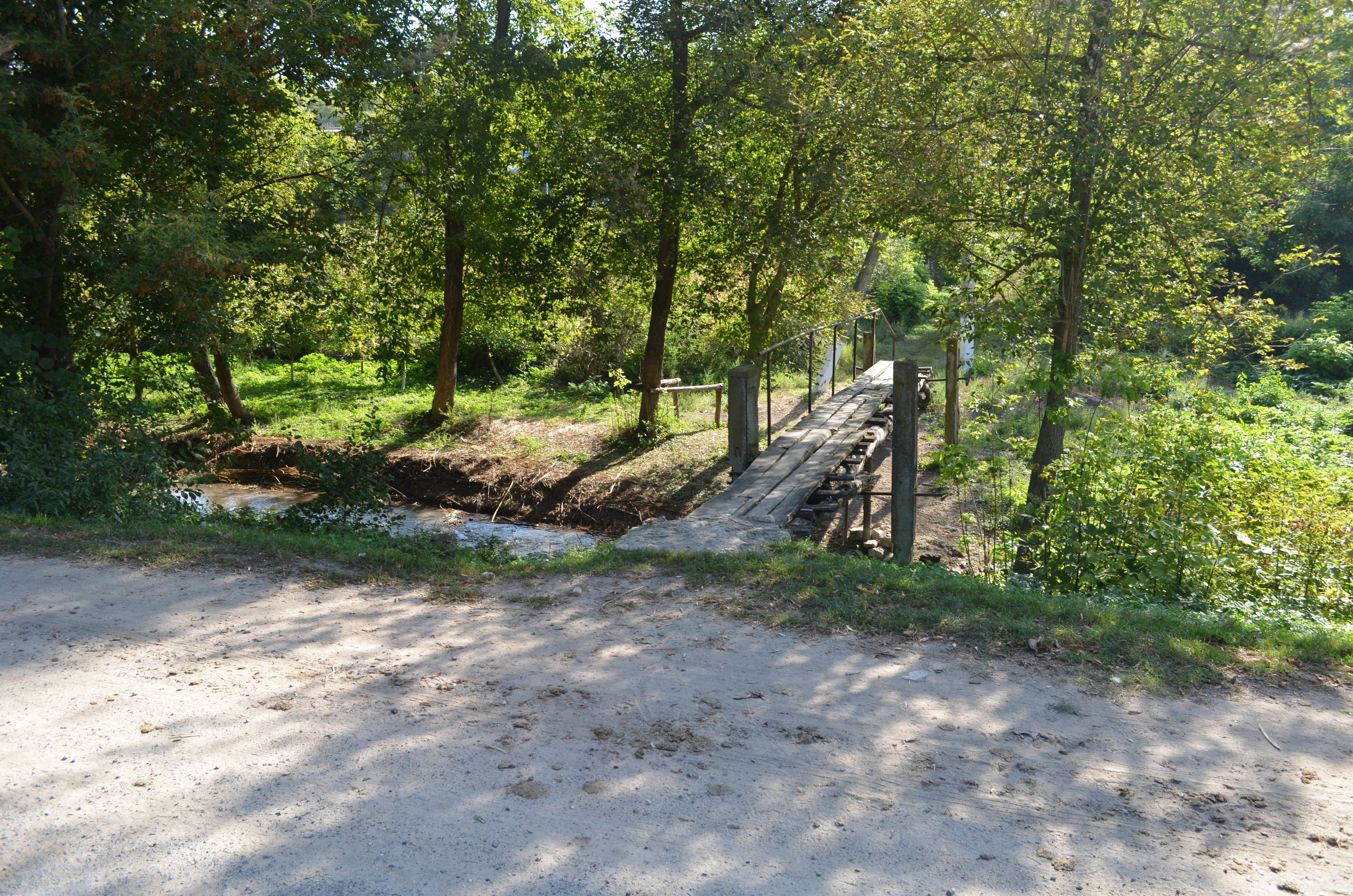
Місток через річку Вікниця
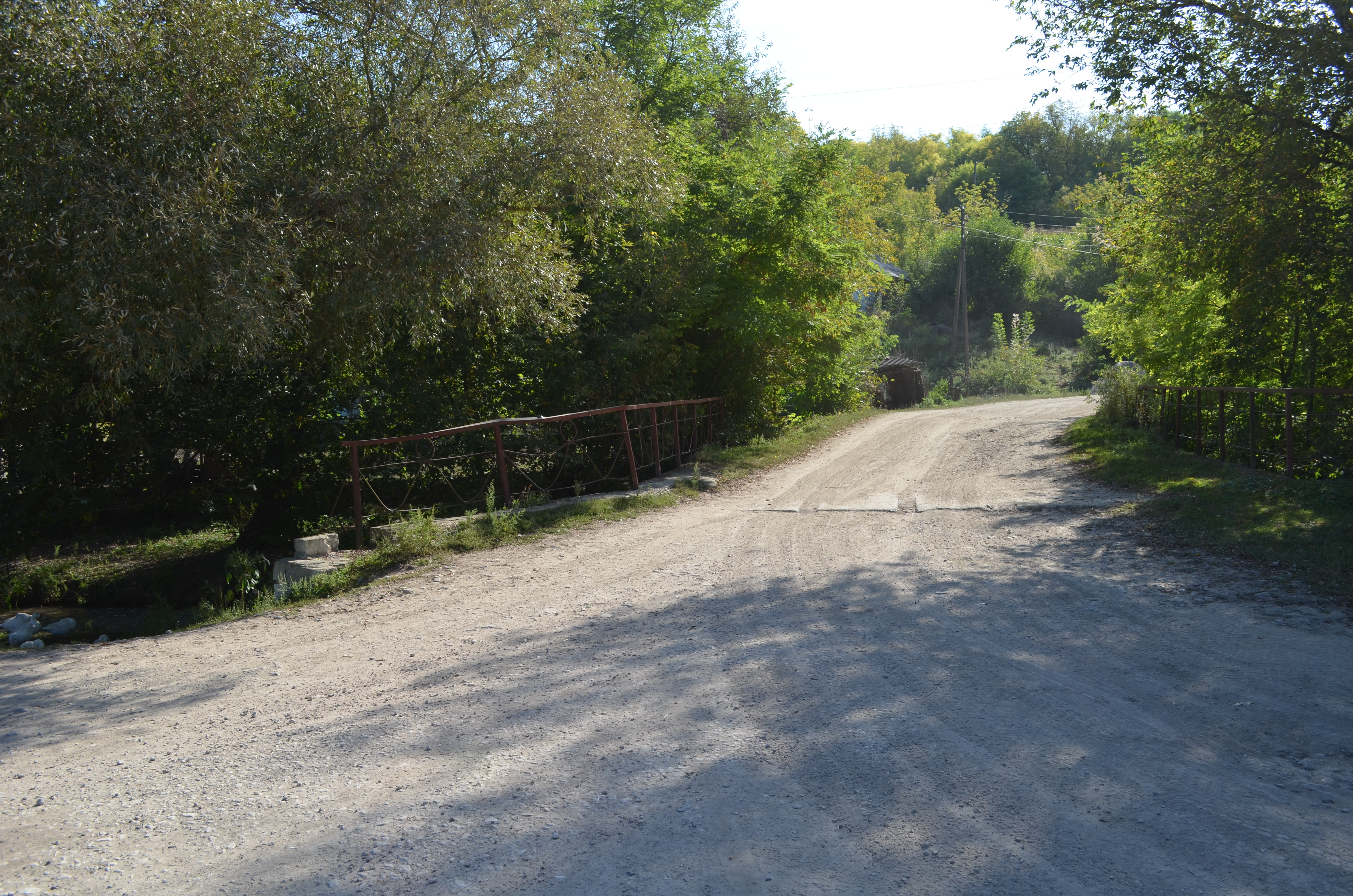
Автомобільний міст через річку
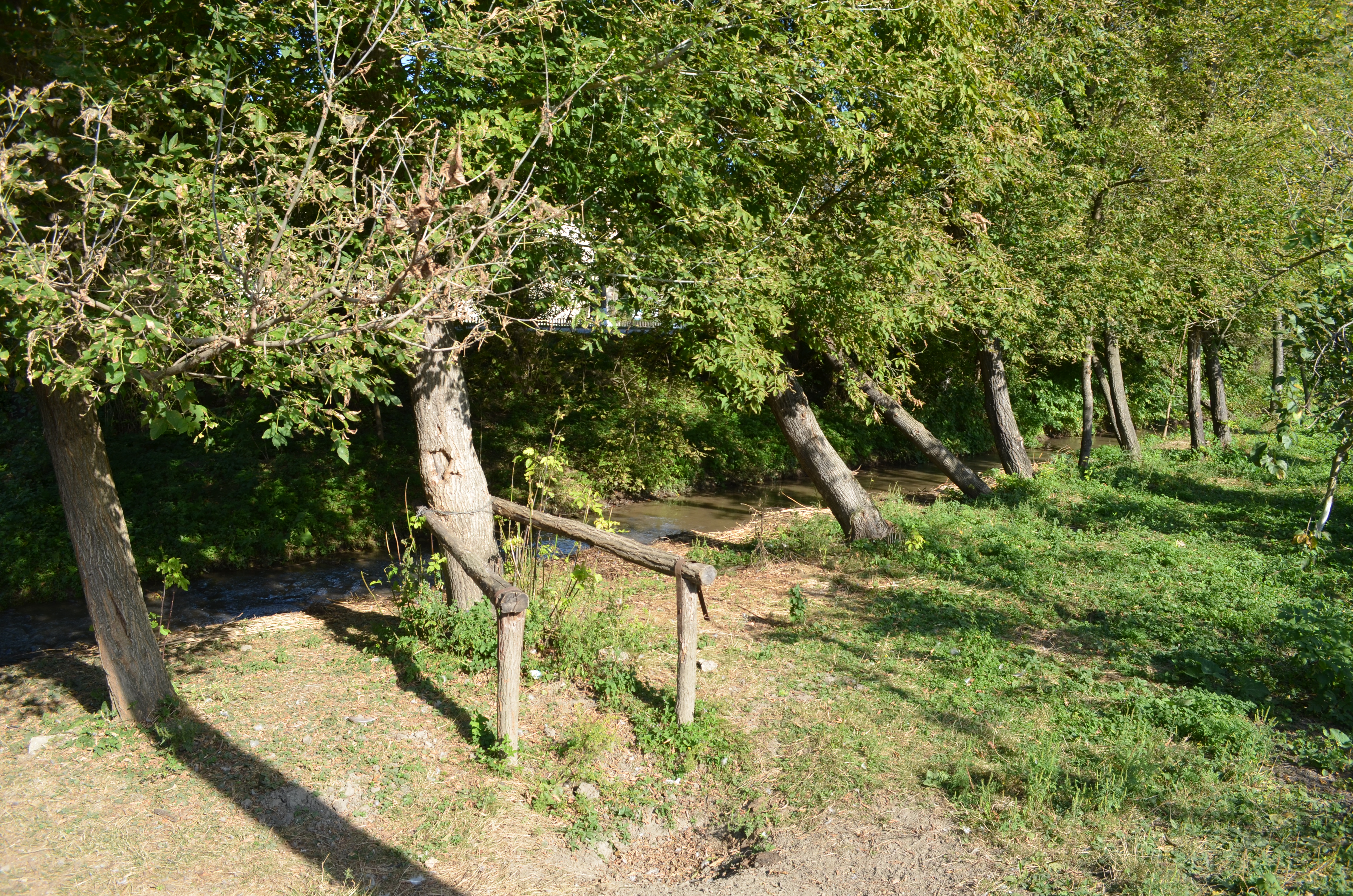
Річка Вікниця